# Azzurro
L'azzurro è una variante di un colore dello spettro percepibile dall'occhio umano. Indica il colore del cielo sereno, come il celeste, ma rispetto a questo è più intenso; rispetto al blu è invece più chiaro. Dal punto di vista artistico ed emotivo viene considerato un colore freddo.
In lingue diverse dall'italiano è spesso assimilato al blu, di cui viene considerata una versione meno satura e quindi più chiara.
I confini tra azzurro, celeste e blu sfumano l'uno nell'altro, come avviene sempre per i colori che si distinguono per una tonalità più chiara o più scura, come ad esempio il rosso e il rosa, o per colori posti accanto nello spettro visibile, come il giallo e l'arancione. Convenzionalmente, se il celeste viene considerato sfumatura di blu, allora l'azzurro è più denso, se viene considerato come una sfumatura del ciano (celeste puro) è una gradazione completamente diversa.

## Etimologia
Il nome deriva dal termine persiano لاژورد (lâžvard, lâžavard), in riferimento al colore del lapislazzulo. Dalla stessa etimologia derivano termini di altre lingue che però non sono esattamente corrispondenti all'italiano. In inglese, per esempio, il termine francese "azure" indica un azzurro molto chiaro, ai confini con il celeste e non è percepito come termine basico di colore, ma come sfumatura del blu, come lo è il turchese; in spagnolo il termine "azul" indica sia il blu che l'azzurro.

## In natura
L'azzurro è il colore del cielo dell'atmosfera terrestre in condizioni di luce diurna e zenitale, nonché quando non è coperto da nubi. In generale, è anche la colorazione che assume l'acqua in grandi quantità, come nel caso di piscine, laghi e del mare in prossimità delle sue coste. In questa situazione a seconda della profondità dell'acqua e delle condizioni di luce, la tonalità varia dal celeste, passando dal turchese, allo stesso azzurro per arrivare anche a toni di blu più o meno intenso. Questo fenomeno è dovuto in parte anche alle capacità di rifrazione dell'acqua stessa e dalle sue condizioni di trasparenza.

## Percezione

### Negli esseri umani
Una ricerca ha dimostrato come diversi osservatori italiani impieghino indifferentemente i tre termini, per indicare le tonalità intermedie tra i tre colori. In questa ricerca, l'azzurro veniva distinto in maniera netta dal blu solo quando quest'ultimo assumeva tonalità molto scure; analogamente, l'azzurro veniva distinto con sicurezza dal celeste solo quando quest'ultimo veniva presentato con tonalità molto chiare.

### RGB

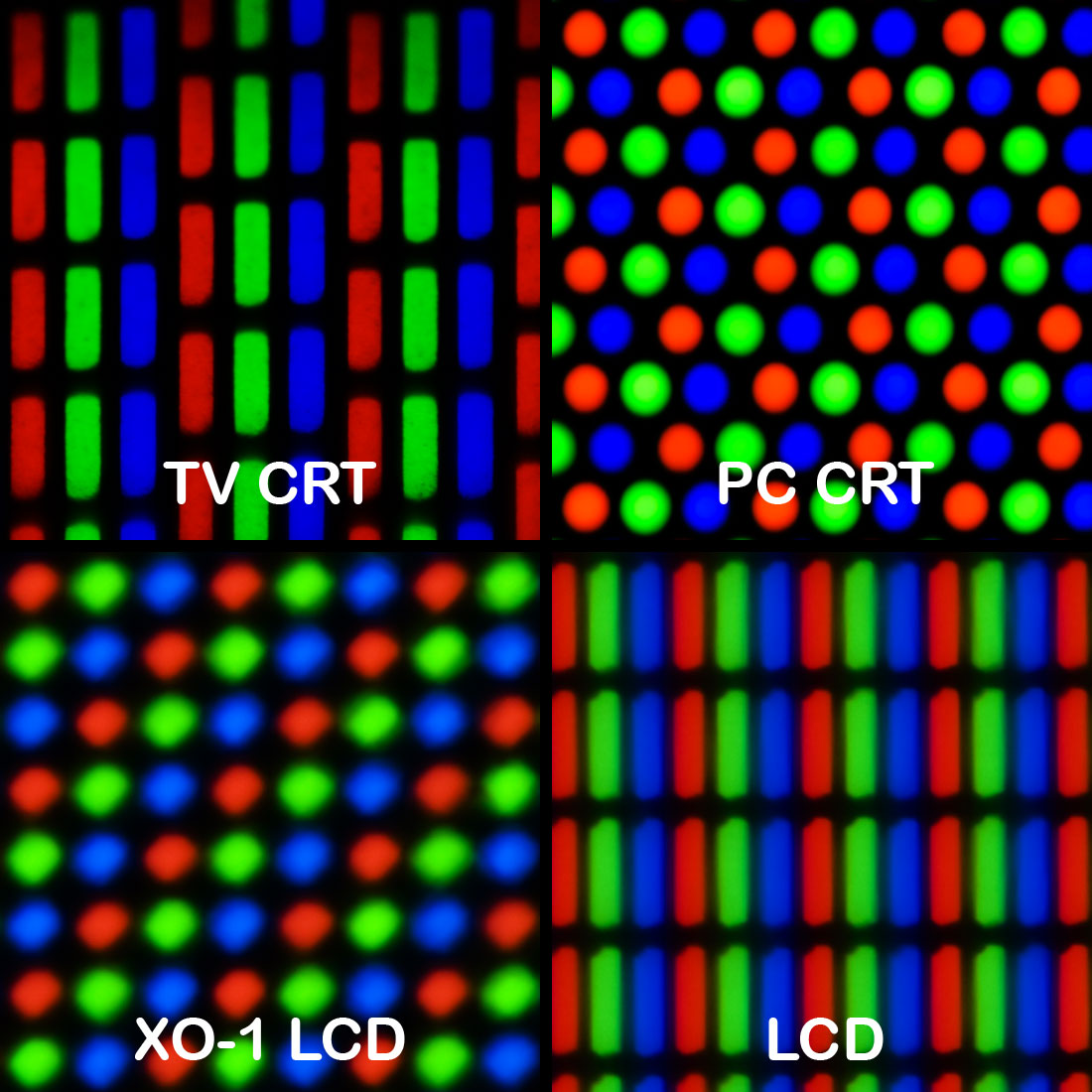

## Genesi del simbolismo e interpretazioni odierne
A differenza del colore rosa, l'azzurro non è stato associato a un genere sessuale.
Fu nel 1918 che vi fu un primo accostamento del colore azzurro a un genere quando una rivista specializzata in abiti per bambini, la celebre testata Earnshaw Infants' Department, pubblicò un articolo in cui si scriveva che l'azzurro, colore più tenue e delicato, era maggiormente indicato per le femmine, mentre il rosa, colore forte e acceso, era più adatto ai maschi.
Al contrario, per una mera convenzione affermatasi in Occidente dopo la Seconda Guerra Mondiale, l'azzurro intenso venne destinato ai neonati maschi, mentre il rosa pallido è diventato simbolo di femminilità e colore assegnato alle neonate per via del suo aspetto delicato che richiama quello del fiore omonimo.
Con il tempo, un esempio molto comune sopravvissuto fino ai giorni nostri divennero le coccarde dei relativi colori appesi alle porte delle abitazioni delle famiglie dove era nato un bambino. Tale usanza è in voga ancora oggigiorno in Italia ma anche in molti paesi occidentali.

### L'azzurro in politica, araldica e vessillologia

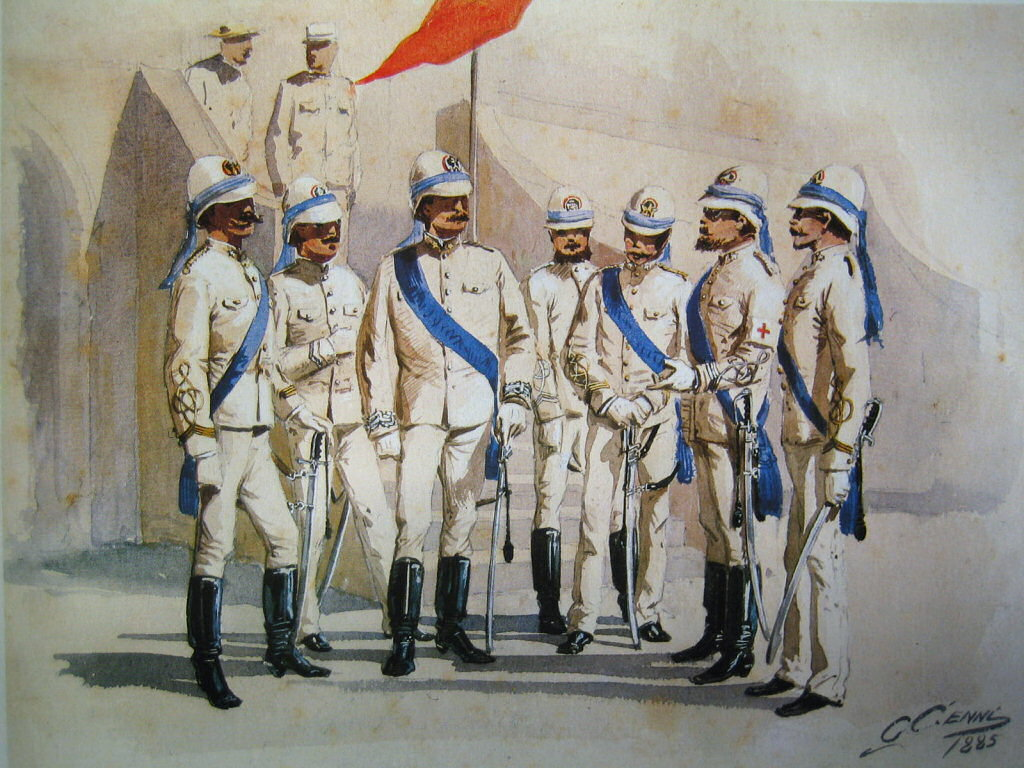
Ufficiali del Regio Esercito in sciarpa azzurra

L'azzurro intenso con il tempo è stato associato all'azzurro Savoia, sovente noto anche come "savoy" ed è il colore nazionale dello Stato italiano, tanto che in eventi e manifestazioni di carattere militare accompagna la bandiera e altri simboli. È di questo colore anche la sciarpa azzurra degli ufficiali delle forze armate italiane.
In araldica, sebbene con una tonalità più scura, rappresenta uno smalto.

### Nello sport
In ambito sportivo, le rappresentative nazionali italiane indossano una maglia azzurra: la tonalità della divisa varia dall'azzurro stesso (come per la Nazionale di rugby a 15) al blu (come per la nazionale di calcio): per questo motivo, gli atleti italiani vengono soprannominati azzurri. Fanno eccezione le squadre di ciclismo e degli sport invernali, che sovente impiegano il bianco o altri colori, a seconda delle proposte del fornitore tecnico ufficiale.
Anche alcune squadre di calcio impiegano l'azzurro, sia come colore principale (ad esempio il Napoli, l'Empoli o il Siracusa) o affiancato ad altri colori (ad esempio il Pescara, il Catania o l'Inter). Anche in questo caso, la tonalità varia, arrivando ad includere il blu. A livello internazionale, squadre come Charlotte in MLS negli Stati Uniti, lo Zenit San Pietroburgo in Russia, il Malmö in Svezia o il Coventry City in Inghilterra impiegano l'azzurro come colore sociale principale.

### Musica
Azzurro è anche il titolo di una canzone del 1968 di Paolo Conte, portata al successo da Adriano Celentano.